# Bill O'Brien (cestista)
William Mahony O'Brien, detto Bill (Chicago, 13 novembre 1917 – Grosse Pointe Farms, 8 maggio 1985), è stato un cestista statunitense, professionista nella NBL.

## Carriera
Giocò una stagione nella NBL, disputando 19 partite con 1,1 punti di media.